# Vissec
Vissec är en kommun i departementet Gard i regionen Occitanien i södra Frankrike. Kommunen ligger i kantonen Alzon som tillhör arrondissementet Le Vigan. År 2022 hade Vissec 68 invånare.

## Befolkningsutveckling
Antalet invånare i kommunen Vissec
Referens:INSEE